# Eesti Gaas
AS Eesti Gaas, nota in Finlandia e negli altri Paesi baltici come Elenger, è un'azienda privata estone attiva nel settore energetico nella compravendita di gas naturale, sotto forma di gas naturale compresso, liquefatto e biometano compresso, e nella produzione, prevalentemente attraverso società controllate, di energia solare.

## Storia
Un primo stabilimento di produzione di gas, che utilizzava del carbone inglese, nacque a Tallinn nel 1865 con il nome "Tallinn Gasworks" per alimentare i lampioni stradali. Nel 1948 fu fondata la prima azienda di trasporto e produzione di gas da olio di scisto attraverso il gasdotto Kohtla-Järve-Leningrado fino a Leningrado. Dal 1963 al 1988, la società è esistita come "Amministrazione Generale della Gassificazione" sotto il Consiglio dei Ministri della RSS Estone.
È nel 1988 che fu introdotto il brand Eesti Gaas; nel 1990 diventa un'impresa statale  mentre nel 1993 viene costituita l'AS Eesti Gaas, trasformata in società per azioni e parzialmente privatizzata. Quell'anno una quota del 30% è stata trasferita a Lentransgaz (ora: Gazprom Transgaz San Pietroburgo), una sussidiaria di Gazprom, per eliminare la disputa sul debito del gas. Nel 1994, Ruhrgas (in seguito: E.ON Ruhrgas) acquisì circa il 15% delle azioni della società, mentre il management della società, insieme ad altri investitori privati e al Baltic Republic Fund con sede nel Regno Unito, rilevò il 7,5% delle azioni. Di conseguenza, il governo dell'Estonia mantenne una quota del 39%. Nel dicembre 1996 Ruhrgas ha aumentato la sua partecipazione al 21% mentre il 12% è stato venduto al pubblico. Nel gennaio 1999 sono state vendute le restanti azioni di proprietà statale. Ruhrgas ha aumentato la sua partecipazione fino al 32%, Gazprom ha mantenuto la sua quota del 30% e Neste (in seguito Fortum) ha ottenuto una quota del 10%. Più tardi nello stesso anno, la filiale lettone di Itera (ora parte di Rosneft) acquisì quasi il 10% delle azioni dal Baltic Republic Fund. Negli anni successivi, Gazprom ha aumentato la sua partecipazione fino al 37%, E.ON fino al 33,66% e Fortum fino al 17,7% acquistando azioni da investitori privati.
Nel 2005 la società è stata riorganizzata e sono state aperte le filiali EG Ehitus e Võrguteenus, da cui è nata nel 2013 Gaasivõrgud, seguite nel 2017 da Elenger Latvija, nel 2018 da Elenger Lietuva e nel 2019 da Elenger Suomi. Nel 2013, Eesti Gaas ha iniziato a vendere elettricità.
Nel 2014, E.ON ha ceduto la sua partecipazione a Fortum, che è diventato il maggiore azionista con una quota del 51,4%. Nel febbraio 2016 Fortum ha venduto la sua partecipazione a Trilini Energy, una società controllata dalla società di investimento Infortar, azionista di maggioranza della compagnia di navigazione Tallink. Successivamente, Trilini ha acquisito anche il 50,9% delle azioni precedentemente possedute da Gazprom e l'1,15% delle azioni detenute dai soci di minoranza.
Nel gennaio 2018, Eesti Gaas ha iniziato a fornire gas naturale liquefatto (GNL) per il traghetto Megastar di Tallink. Nell'ottobre 2018, Eesti Gaas ha ordinato a Damen Group la costruzione di una chiatta GNL da 6.000 metri cubi per il bunkeraggio delle navi nella parte settentrionale e orientale del Mar Baltico.

## Controversie
Eesti Gaas è stata criticata per aver continuato a importare gas naturale russo dopo l'inizio dell'invasione su larga scala dell'Ucraina da parte della Russia. Nonostante abbia avviato sforzi per riorganizzare le sue catene di approvvigionamento subito dopo l'inizio del conflitto, l'azienda ha continuato ad acquistare gas da Gazprom fino ad aprile 2022. I critici sostengono che questo ritardo nel cessare le importazioni di gas russo abbia minato gli sforzi internazionali per isolare economicamente la Russia nelle prime fasi del conflitto.